# Huck (Alpen)
Huck ist ein Ortsteil der Gemeinde Alpen im Kreis Wesel in Nordrhein-Westfalen, statistisch gehört der Ort zu Alpen-Mitte.

## Lage
Huck liegt 2 km südöstlich vom Kernort Alpen. Die Bundesautobahn 57 verläuft südlich in 3 km Entfernung.

## Geschichte
Huck war früher landwirtschaftlich geprägt und immer eng mit Alpen verbunden. Das Streudorf gehörte als Bauerschaft zur Landbürgermeisterei und später zum Amt Alpen. Am 1. April 1939 wurde Huck nach Alpen eingemeindet. Am 1. Juli 1969 kam es im Rahmen der ersten Phase der Neugliederung in Nordrhein-Westfalen zum Zusammenschluss der Gemeinden Alpen, Menzelen und Veen zur Gemeinde Alpen.

### Bevölkerungsentwicklung
- 1830: 188[4]
- 1910: 176[5]
- 1931: 164[6]
- 2011: 364[7]
- 2016: 266
- 2023: 351